# لوكهيد سي بي 140 أورورا
لوكهيد سي بي-140 أورورا (Lockheed CP-140 Aurora)هي طائرة دوريات بحرية يستخدمها سلاح الجو الملكي الكندي. بنيت على أساس هيكل طائرة لوكهيد بي-3 أوريون، ولكن بالالكترونيات متطورة وجناح طائرة لوكهيد أس-3 فايكنغ. «أورورا» يشير إلى آلهة الفجر الروماني الذي يطير في السماء كل صباح قبل شروق الشمس. أورورا يشير أيضا إلى أورورا بورياليس «الأضواء الشمالية»، التي تطير فوق شمال كندا والمحيط المتجمد الشمالي.

طائرة سي-140أي أركوتوروس (السماك الرامح) هي نسخة من الأورورا تستخدم في تدريب الطيارين ودوريات السواحل.

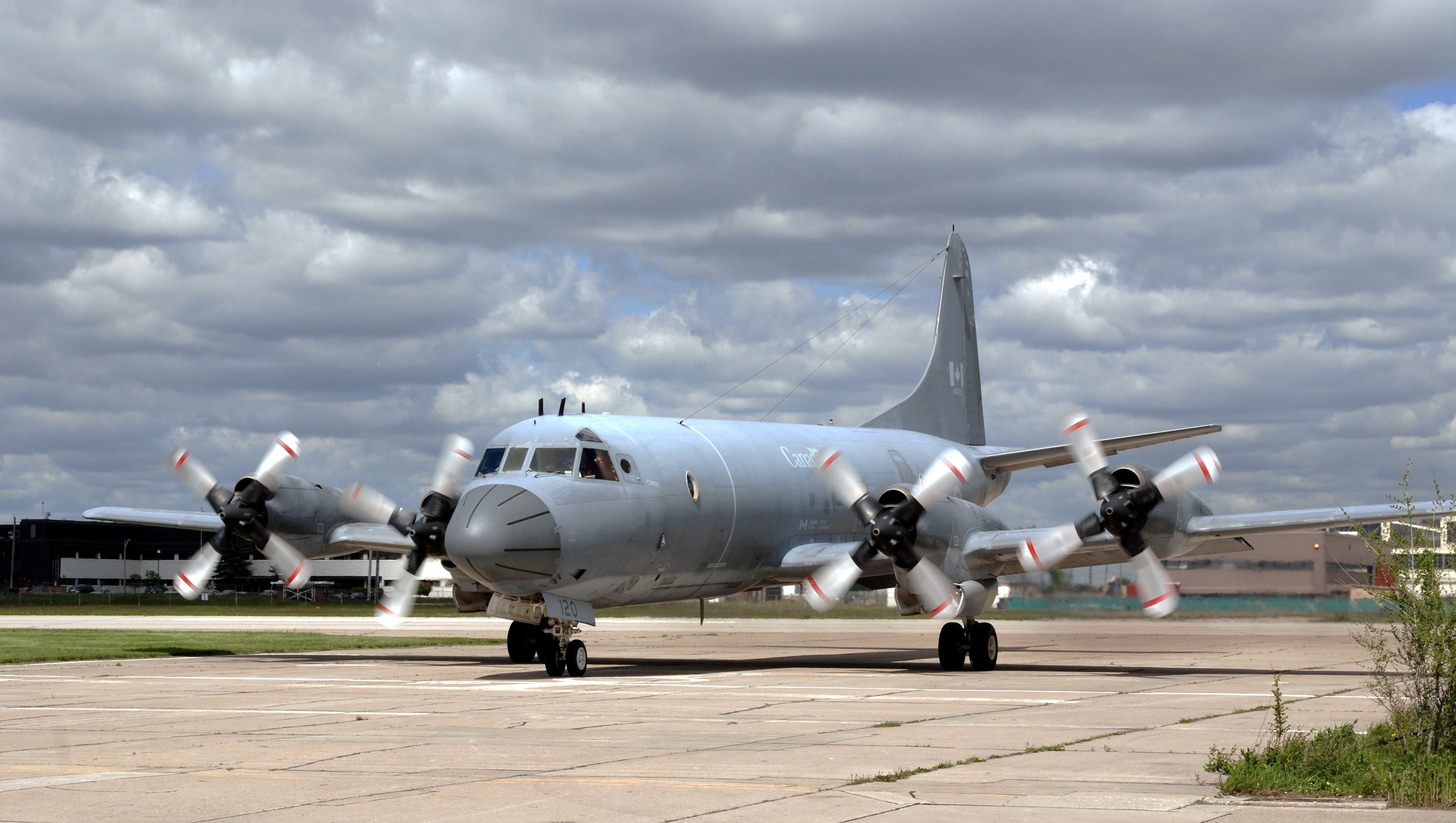
طائرة سي بي-140أي في مطار تورنتو بكندا في عام 2008

## المشغلون
- سلاح الجو الملكي الكندي
  - 404 طويلة المدى دورية والتدريب السرب، CFB Greenwood, نوفا سكوتيا
  - 405 طويلة المدى دورية السرب، CFB Greenwood
  - 415 طويلة المدى دورية لقوات السرب، CFB Greenwood, سابقا البحري تثبت ووحدة التقييم (MP&EU)، CFB Greenwood
    - 11 × م أ-140 أورورا

  - 407 طويلة المدى دورية السرب، CFB كومكس، كولومبيا البريطانية
    - 3 × م أ-140 أورورا و 1 × م أ-140 أورورا إلى الإبقاء عليها اختبار الطائرات حتى التقاعد في المستقبل القريب.

## المواصفات
الخصائص العامة
- طول: 38 قدم 1 بوصة (11.6 م)
- باع الجناح: 9 قدم 10 بوصة (3 م)
- ارتفاع: 6 قدم 11 بوصة (2.1 م)
- الوزن الإجمالي: 7,937 رطل (3,600 كـغ)
- محركات: 1 × Marquardt XRJ43-MA محرك نفاث تضاغطي (Sustainer)
- محركات: 2 × Thiokol XM45 (5KS50000) صاروخ ذو وقود صلبs, 50,000 رطلق (222 كـن) thrust  الواحد for 5s (Boosters)

أداء
- السرعة القصوى: Mach 4.3
- مدى: 113 nmi؛ 130 ميل (210 كـم)
- سقف الخدمة: 98,000 قدم (30,000 م)

## وصلات خارجية
- كندا الجو: CP-140 أورورا
- كندا الجو: CP-140A السماك الرامح